# 七試艦上戦闘機

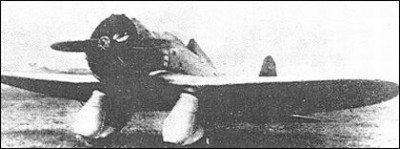
三菱七試艦上戦闘機（A3M1）二号機

七試艦上戦闘機（ななしかんじょうせんとうき）は、三菱航空機と中島飛行機によって1930年代に競争試作された大日本帝国海軍の単座艦上戦闘機。「七試艦戦」と略称される。また、八試複座戦闘機（八試複戦）との兼ね合いから「七試単戦」とも呼ばれた。三菱機の略符号は「A3M1」、中島機の略符号は「A3N1」。

## 概要
1932年（昭和7年）度から始まる海軍機の試製3ヵ年計画の一環として、九〇式艦上戦闘機の更新を目的として、1932年4月に三菱と中島の二社へ七試艦戦の競争試作が発注された。この時期、戦闘機の設計は複葉から単葉への移行期にあったため、中島は同社設計のパラソル翼単葉の陸軍九一式戦闘機を海軍の要求仕様に沿って改設計したものを提示したが、三菱はより進歩的な低翼単葉機を提示した。しかし、最終的にはどちらの試作機も海軍の要求を満たすことができずに双方ともに不採用となり、海軍は次期艦戦として九五式艦上戦闘機を一時的に採用することで対応した。

### A3M1
三菱では後に零式艦上戦闘機を生むことになる堀越二郎技師が初めて設計主務者を担当し、1933年（昭和8年）2月末に試作一号機が、続いて二号機が完成した。三菱社内における機種番号は「1MF10」。1933年3月に飛行試験が開始されたが、飛行時の安定性が極めて悪く、一号機は同年7月の急降下試験中に垂直安定板が折損して墜落。二号機も1934年（昭和9年）6月の試験飛行中にフラットスピンに陥り墜落してしまった。なお、パイロットは二回とも落下傘降下で脱出に成功している。
機体は低翼単葉で、総ジュラルミン製の骨組に金属応力外皮の胴体と羽布張りの純片持式主翼を持つ。主翼に鈑ヴェヴ式の翼桁によるガーダー構造を採用するなどの先進的な試みがなされていたが、細部には未成熟な点も多く、上記の事故に加えて操縦性と前方視界が悪いという艦載機として致命的な欠陥を抱えていたため不採用となった。なお、一号機と二号機では固定脚の形式が異なり、一号機では剥き出しの三支柱式を、二号機では脚全体がスパッツで覆われた単支柱式を採用している。

### A3N1
中島では小山悌技師を設計主務者として海軍の要求に従った九一式戦闘機の改設計を行い、1932年秋に試作機1機が完成した。その後海軍による審査が行われたが、性能が海軍の要求に達していなかったため不採用となった。九一式戦闘機からの変更点としては、エンジンの中島「寿五型」への変更、プロペラの2翅から3翅への変更、全長の短縮、着艦フックを始めとする各種艦載機用装備の搭載などがある。

## スペック
A3M1
- 乗員： 1名
- 全長： 6.925 m
- 全幅： 10.00 m
- 全高： 3.31 m
- 主翼面積： 17.70 m2
- 自重： 1,225 kg
- 全備重量： 1,578 kg
- 動力： 三菱 A-4 空冷星型14気筒レシプロエンジン × 1
- 最大出力： 780 hp
- 最大速度： 320 km/h
- 巡航速度： 300 km/h
- 航続時間： 3時間
- 上昇率： 3,000/4'00"
- 武装： 
7.7mm固定機銃 × 2
30kg爆弾 × 2

A3N1
- 乗員： 1名
- 全長： 7.20 m
- 全幅： 10.03 m
- 全高：3.20 m
- 主翼面積： 19.0 m2
- 自重： 1,100 kg
- 全備重量： 1,600 kg
- エンジン： 中島 寿五型 空冷星型9気筒レシプロエンジン × 1
- 最大出力： 560 hp
- 最大速度：314.8 km/h
- 武装：
7.7mm固定機銃 × 2